# Bjälkhult

Bjälkhult är en mindre by belägen i Fränninge socken Sjöbo kommun i Skåne län på Linderödsåsens sydvästsluttning. Bjälkhult gränsar till Hörby kommun. Det är ett kulturlandskap med gamla stengärdsgårdar och ängsmarker.
Äldre stavning av ortnamnet Biellcholldt, 1611.